# World Team Cup
La World Team Cup (ou Coupe du monde par équipes) est un tournoi international annuel de tennis professionnel masculin par nations, qui s'est disputé de 1978 à 2012 sur terre battue à Düsseldorf en Allemagne.
Ancienne épreuve du circuit ATP, la World Team Cup constituait une préparation pour Roland-Garros en ce sens qu'elle permettait aux joueurs de disputer plusieurs matchs afin de s'acclimater à la terre battue. En effet son format particulier (phase de poules puis la finale) permettait aux joueurs de disputer au moins trois rencontres en simple et/ou double, quel que soit leur résultat lors de leur premier match. De plus cette compétition s'est toujours déroulée une semaine avant le Grand Chelem parisien. Elle n'a cependant pas eu de grand succès auprès des joueurs du top 10 ni auprès des médias.
Le tournoi n'a distribué des points comptant pour le classement ATP qu'entre 2009 et 2012. Après l'édition 2012 et 35 ans d'existence, le tournoi fut arrêté et remplacé par un tournoi « classique », celui de Düsseldorf, classé dans la catégorie ATP 250.
Avec 5 victoires à son compte, l'Allemagne détient le record de victoires.
La compétition est relancée en 2020 et regroupe 24 équipes. Renommée « ATP Cup » , la compétition se déroule sur dur en extérieur dans trois villes australiennes.

## Format de la compétition
Cette épreuve réunissait chaque année huit nations. Ces nations étaient invitées à condition que le classement de leurs deux meilleurs joueurs réunis soit parmi les meilleurs (top 100). Les nations étaient divisées en deux poules, les deux premières équipes de leur poule s'affrontaient en finale. Chaque rencontre comportait 3 matchs : 2 simples et un double (format de la Hopman Cup également).

## Palmarès
| No | Date       | Nom et lieu du tournoi                   | Catégorie               | Dotation    | Surface      | Vainqueur            | Finaliste       | Score |         |
| -- | ---------- | ---------------------------------------- | ----------------------- | ----------- | ------------ | -------------------- | --------------- | ----- | ------- |
| 1  | 08/05/1978 | Ambre Solaire World Team Cup, Düsseldorf | compétition par équipes | 200 000 $   | Terre (ext.) | Espagne              | Australie       | 2 - 1 |         |
| 2  | 07/05/1979 | Ambre Solaire World Team Cup, Düsseldorf | compétition par équipes | 250 000 $   | Terre (ext.) | Australie            | Italie          | 2 - 1 |         |
| 3  | 05/05/1980 | Ambre Solaire World Team Cup, Düsseldorf | compétition par équipes | 414 000 $   | Terre (ext.) | Argentine            | Italie          | 3 - 0 |         |
| 4  | 04/05/1981 | Ambre Solaire World Team Cup, Düsseldorf | compétition par équipes | 430 000 $   | Terre (ext.) | Tchécoslovaquie      | Australie       | 2 - 1 |         |
| 5  | 03/05/1982 | Ambre Solaire World Team Cup, Düsseldorf | compétition par équipes | 450 000 $   | Terre (ext.) | États-Unis           | Australie       | 2 - 0 |         |
| 6  | 02/05/1983 | Ambre Solaire World Team Cup, Düsseldorf | compétition par équipes | 450 000 $   | Terre (ext.) | Espagne              | Australie       | 2 - 1 |         |
| 7  | 21/05/1984 | Ambre Solaire World Team Cup, Düsseldorf | compétition par équipes | 531 000 $   | Terre (ext.) | États-Unis           | Tchécoslovaquie | 2 - 1 |         |
| 8  | 20/05/1985 | Ambre Solaire World Team Cup, Düsseldorf | compétition par équipes | 500 000 $   | Terre (ext.) | États-Unis           | Tchécoslovaquie | 2 - 1 |         |
| 9  | 19/05/1986 | Ambre Solaire World Team Cup, Düsseldorf | compétition par équipes | 500 000 $   | Terre (ext.) | France               | Suède           | 2 - 1 |         |
| 10 | 18/05/1987 | Peugeot World Team Cup, Düsseldorf       | compétition par équipes | 750 000 $   | Terre (ext.) | Tchécoslovaquie 2    | États-Unis      | 2 - 1 |         |
| 11 | 16/05/1988 | Peugeot World Team Cup, Düsseldorf       | compétition par équipes | 750 000 $   | Terre (ext.) | Suède                | États-Unis      | 2 - 0 |         |
| 12 | 22/05/1989 | Peugeot World Team Cup, Düsseldorf       | compétition par équipes | 750 000 $   | Terre (ext.) | Allemagne de l'Ouest | Argentine       | 2 - 1 |         |
| 13 | 21/05/1990 | Peugeot World Team Cup, Düsseldorf       | compétition par équipes | 900 000 $   | Terre (ext.) | Yougoslavie          | États-Unis      | 3 - 0 |         |
| 14 | 20/05/1991 | Peugeot World Team Cup, Düsseldorf       | compétition par équipes | NC $        | Terre (ext.) | Suède                | Yougoslavie     | 2 - 1 |         |
| 15 | 18/05/1992 | Peugeot World Team Cup, Düsseldorf       | compétition par équipes | 1 100 000 $ | Terre (ext.) | Espagne              | Tchécoslovaquie | 3 - 0 |         |
| 16 | 17/05/1993 | Peugeot World Team Cup, Düsseldorf       | compétition par équipes | 1 500 000 $ | Terre (ext.) | États-Unis 4         | Allemagne       | 3 - 0 |         |
| 17 | 16/05/1994 | Peugeot World Team Cup, Düsseldorf       | compétition par équipes | 1 500 000 $ | Terre (ext.) | Allemagne            | Espagne         | 2 - 1 |         |
| 18 | 22/05/1995 | Peugeot World Team Cup, Düsseldorf       | compétition par équipes | 1 550 000 $ | Terre (ext.) | Suède                | Croatie         | 2 - 1 |         |
| 19 | 20/05/1996 | Peugeot World Team Cup, Düsseldorf       | compétition par équipes | 1 650 000 $ | Terre (ext.) | Suisse               | Tchéquie        | 2 - 1 |         |
| 20 | 19/05/1997 | Peugeot World Team Cup, Düsseldorf       | compétition par équipes | 2 050 000 $ | Terre (ext.) | Espagne 4            | Australie       | 3 - 0 |         |
| 21 | 18/05/1998 | Peugeot World Team Cup, Düsseldorf       | compétition par équipes | 2 050 000 $ | Terre (ext.) | Allemagne            | Tchéquie        | 3 - 0 |         |
| 22 | 16/05/1999 | Peugeot World Team Cup, Düsseldorf       | compétition par équipes | 1 650 000 $ | Terre (ext.) | Australie            | Suède           | 2 - 1 |         |
| 23 | 21/05/2000 | ARAG World Team Cup, Düsseldorf          | compétition par équipes | 1 650 000 $ | Terre (ext.) | Slovaquie            | Russie          | 3 - 0 | Tableau |
| 24 | 21/05/2001 | ARAG World Team Cup, Düsseldorf          | compétition par équipes | 1 650 000 $ | Terre (ext.) | Australie 3          | Russie          | 2 - 1 | Tableau |
| 25 | 20/05/2002 | ARAG World Team Cup, Düsseldorf          | compétition par équipes | 1 600 000 $ | Terre (ext.) | Argentine            | Russie          | 3 - 0 | Tableau |
| 26 | 19/05/2003 | ARAG World Team Cup, Düsseldorf          | compétition par équipes | 1 350 000 $ | Terre (ext.) | Chili                | Tchéquie        | 2 - 1 | Tableau |
| 27 | 17/05/2004 | ARAG World Team Cup, Düsseldorf          | compétition par équipes | 1 350 000 $ | Terre (ext.) | Chili 2              | Australie       | 2 - 1 | Tableau |
| 28 | 16/05/2005 | ARAG World Team Cup, Düsseldorf          | compétition par équipes | 1 000 000 $ | Terre (ext.) | Allemagne            | Argentine       | 2 - 1 | Tableau |
| 29 | 22/05/2006 | ARAG World Team Cup, Düsseldorf          | compétition par équipes | 1 176 471 $ | Terre (ext.) | Croatie              | Allemagne       | 2 - 1 | Tableau |
| 30 | 20/05/2007 | ARAG World Team Cup, Düsseldorf          | compétition par équipes | 902 000 $   | Terre (ext.) | Argentine            | Tchéquie        | 2 - 1 | Tableau |
| 31 | 18/05/2008 | ARAG World Team Cup, Düsseldorf          | compétition par équipes | 902 000 €   | Terre (ext.) | Suède 4              | Russie          | 2 - 1 | Tableau |
| 32 | 17/05/2009 | ARAG World Team Cup, Düsseldorf          | compétition par équipes | 750 000 €   | Terre (ext.) | Serbie               | Allemagne       | 2 - 1 | Tableau |
| 33 | 16/05/2010 | ARAG World Team Cup, Düsseldorf          | compétition par équipes | 750 000 €   | Terre (ext.) | Argentine 4          | États-Unis      | 2 - 1 | Tableau |
| 34 | 15/05/2011 | Power Horse World Team Cup, Düsseldorf   | compétition par équipes | 800 000 €   | Terre (ext.) | Allemagne 5          | Argentine       | 2 - 1 | Tableau |
| 35 | 20/05/2012 | Power Horse World Team Cup, Düsseldorf   | compétition par équipes | 800 000 €   | Terre (ext.) | Serbie 2             | Tchéquie        | 3 - 0 | Tableau |

## Palmarès par nations
| #   | Pays        | Nombre de titres | Éditions remportées            | Nombre total de finales |
| --- | ----------- | ---------------- | ------------------------------ | ----------------------- |
| 1er | Allemagne   | 5                | 1989, 1994, 1998, 2005 et 2011 | 8                       |
| 2e  | États-Unis  | 4                | 1982, 1984, 1985 et 1993       | 8                       |
| 3e  | Argentine   | 4                | 1980, 2002, 2007 et 2010       | 7                       |
| 4e  | Suède       | 4                | 1988, 1991, 1995 et 2008       | 6                       |
| 5e  | Espagne     | 4                | 1978, 1983, 1992 et 1997       | 5                       |
| 6e  | Australie   | 3                | 1979, 1999 et 2001             | 9                       |
| 7e  | Tchéquie    | 2                | 1981 et 1987                   | 10                      |
| 8e  | Chili       | 2                | 2003 et 2004                   | 2                       |
| 9e  | Serbie      | 2                | 2009 et 2012                   | 2                       |
| 10e | Croatie     | 1                | 2006                           | 2                       |
| 11e | France      | 1                | 1986                           | 1                       |
| 12e | Suisse      | 1                | 1996                           | 1                       |
| 13e | Slovaquie   | 1                | 2000                           | 1                       |
| 14e | Yougoslavie | 1                | 1990                           | 2                       |
| 15e | Russie      | 0                | -                              | 4                       |
| 16e | Italie      | 0                | -                              | 2                       |